# Chichester Challenger 1981
Il Chichester Challenger 1981 è stato un torneo di tennis facente parte della categoria ATP Challenger Series nell'ambito dell'ATP Challenger Series 1981. Il torneo si è giocato a Chichester in Gran Bretagna dal 4 al 10 maggio 1981 su campi in erba.

## Vincitori

### Singolare
Steve Krulevitz ha battuto in finale  Mark Vines con il punteggio di 3–6, 6–3, 6–3

### Doppio
Marty Davis /  Chris Dunk hanno battuto in finale  Andrew Jarrett /  Jonathan Smith con il punteggio di 7–6, 6–1